# Wilhelm Wien
Wilhelm Wien (Fischhausen, 13 gennaio 1864 – Monaco di Baviera, 30 agosto 1928) è stato un fisico tedesco.
È noto soprattutto per avere derivato dall'elettromagnetismo e dalla termodinamica la legge che porta il suo nome, che lega l'intensità di emissione di radiazione elettromagnetica di un corpo nero alla sua temperatura.
Nel 1879 Wien iniziò gli studi a Rastenburg, quindi proseguì a Heidelberg dopo il 1880. Nel 1882 frequentò l'università di Gottinga e successivamente di Berlino. Dal 1883 lavorò nei laboratori di Hermann von Helmholtz e nel 1886 si laureò con una tesi sulla diffrazione della luce nei metalli e l'influenza dei diversi materiali sul colore della luce riflessa.

## Opere

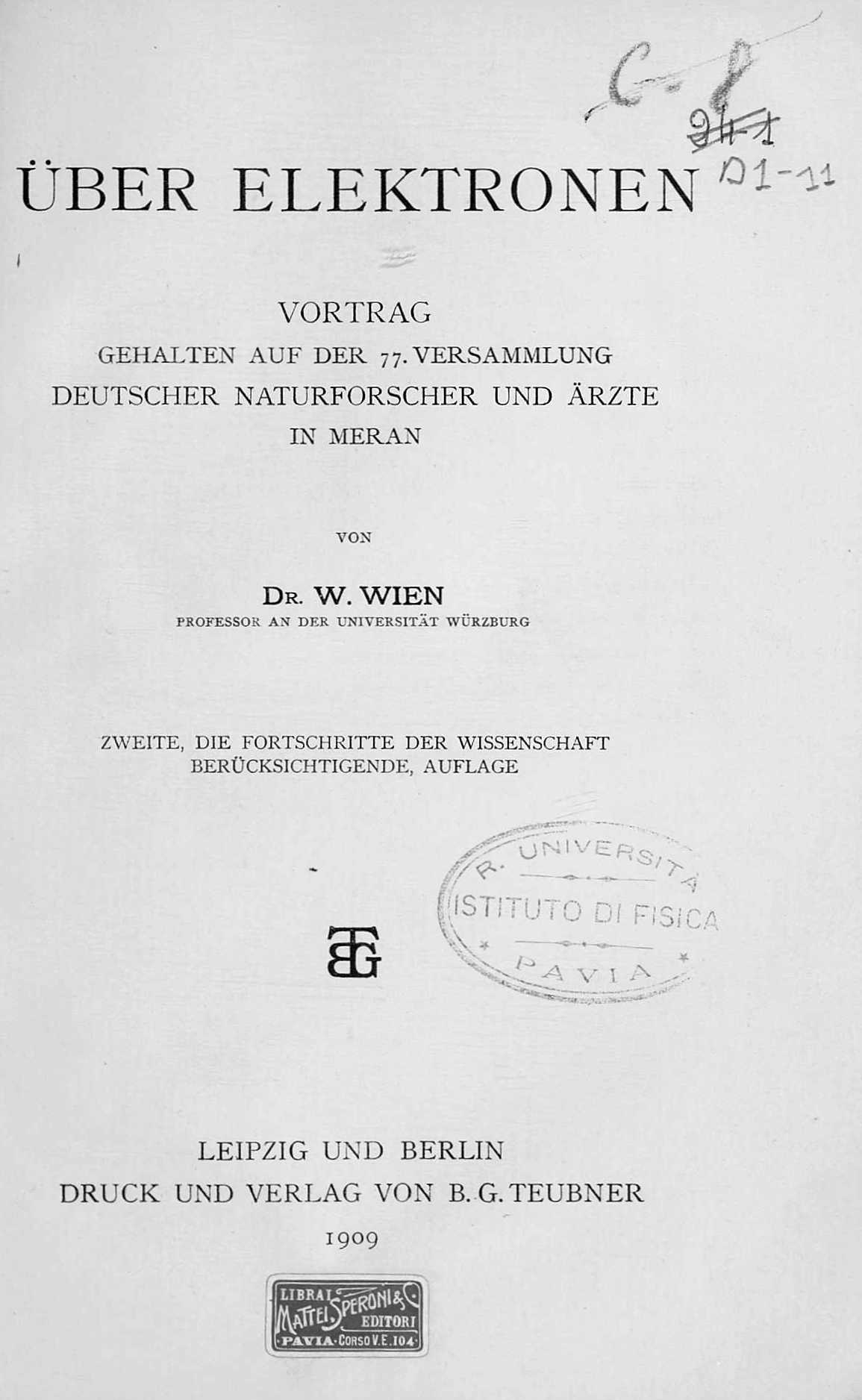
Über Elektronen, 1909

- (DE) Über Elektronen, Leipzig, Benedictus Gotthelf Teubner, 1909.